# Sumac

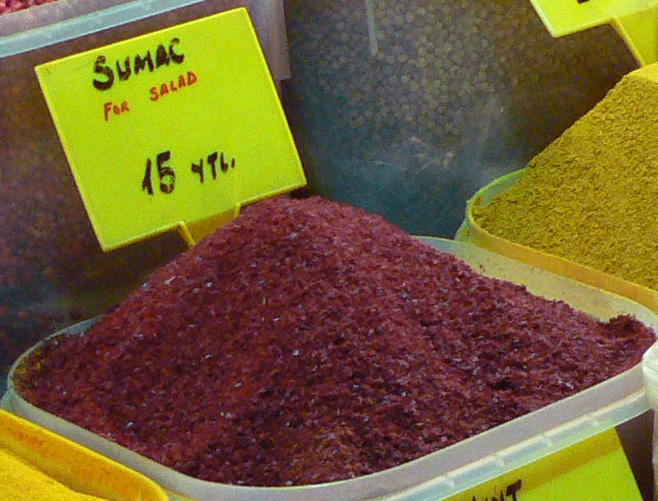
Venda de l'espècia sumac a Istanbul.

Sumac o tintillaina (Rhus) és un gènere de plantes amb flor de la família de les anacardiàcies (Anacardiaceae).

## Particularitats
Són arbres petits, arbusts i mates que es troben a les zones temperades del món. El gènere Rhus està estretament emparentat amb el gènere Cotinus.
La paraula rhus prové del grec antic i la paraula sumac té el seu origen en els textos de la medicina tradicional de l'edat mitjana.
Actualment les baies del sumac són molt apreciades, s'assequen i s'utilitzen per a condimentar una gran varietat de plats al Magrib i a l'Orient Pròxim.

## Taxonomia
N'hi ha unes 250 espècies.
Àfrica
- Rhus acocksii Moffett
- Rhus albomarginata Sond.
- Rhus angustifolia L.
- Rhus batophylla Codd
- Rhus baurii Schönl.
- Rhus bolusii Sond. ex Engl.
- Rhus burchellii Sond. ex Engl.
- Rhus carnosula Schönl.
- Rhus chirindensis Bakh.f.
- Rhus ciliata Licht. ex Schult.
- Rhus crenata Thunb.
- Rhus cuneifolia L.
- Rhus dentata Thunb.
- Rhus discolor E.Mey. ex Sond.
- Rhus dissecta Thunb.
- Rhus divaricata Eckl. & Zeyh.
- Rhus dracomontana Moffett
- Rhus dregeana Sond.
- Rhus dura Schönl.
- Rhus engleri Britt.
- Rhus erosa Thunb.
- Rhus fastigiata Eckl. & Zeyh.
- Rhus gerrardii (Harv. ex Engl.) Diels.
- Rhus glauca Thunb.
- Rhus gracillima Engl.
- Rhus grandidens Harv. ex Engl.
- Rhus gueinzii Sond.
- Rhus harveyi Moffett
- Rhus horrida Eckl. & Zeyh.
- Rhus incisa L.f.
- Rhus kirkii Oliv.
- Rhus keetii Schönl.
- Rhus krebsiana Presl ex Engl.
- Rhus laevigata L.
- Rhus lancea L.f. (syn. Searsia lancea)
- Rhus leptodictya Diels.
- Rhus loemnodia Ruckt.
- Rhus longispina Eckl. & Zeyh.
- Rhus lucens Hutch.
- Rhus lucida L.
- Rhus macowanii Schönl.
- Rhus magalismontana Sond.
- Rhus maricoana Moffett
- Rhus marlothii Engl.
- Rhus microcarpa Schönl.
- Rhus montana Diels
- Rhus natalensis Bernh. ex Krauss
- Rhus nebulosa Schönl.
- Rhus pallens Eckl. & Zeyh.
- Rhus pendulina Jacq.
- Rhus pentheri Zahlbr.
- Rhus pondoensis Schönl.
- Rhus populifolia E.Mey. ex Sond.
- Rhus problematodes Merxm. & Roessl.
- Rhus pterota Presl
- Rhus pygmaea Moffett
- Rhus pyroides Burch.
- Rhus quartiniana A.Rich.
- Rhus refracta Eckl. & Zeyh.
- Rhus rehmanniana Engl.
- Rhus rigida Mill.
- Rhus rimosa Eckl. & Zeyh.
- Rhus rogersii Schönl.
- Rhus rosmarinifolia Vahl
- Rhus rudatisii Engl.
- Rhus scytophylla Eckl. & Zeyh.
- Rhus sekhukhuniensis Moffett
- Rhus stenophylla Eckl. & Zeyh.
- Rhus tenuinervis Engl.
- Rhus tomentosa L.
- Rhus transvaalensis Engl.
- Rhus tridactyla Burch.
- Rhus tumulicola S.Moore
- Rhus undulata Jacq.
- Rhus volkii Suesseng.
- Rhus wilmsii Diels.
- Rhus zeyheri Sond.
- Rhus sp. nov. A (Socotra)[4]

Àsia
- Rhus chinensis Mill. - sumac xinés
- Rhus hypoleuca
- Rhus javanica
- Rhus punjabensis - sumac del Punjab
- Rhus verniciflua (syn. Toxicodendron vernicifluum)
- Rhus succedanea (syn. Toxicodendron succedaneum)

Oceania
- Rhus taitensis Guill.
- Rhus sandwicensis A.Gray - Neneleau (Hawaii)

Mediterrani
- Rhus coriaria
- Rhus pentaphylla
- Rhus tripartita

Amèrica del Nord
- Rhus aromatica
- Rhus choriophylla
- Rhus copallina
- Rhus glabra
- Rhus integrifolia
- Rhus lanceolata
- Rhus laurina (syn. Malosma laurina)
- †Rhus malloryi Wolfe i Wehr (de l'Eocè)
- Rhus michauxii
- Rhus microphylla
- Rhus ovata
- Rhus toxicodendron (syn. Toxicodendron radicans) - heura verinosa, poison ivy
- Rhus trilobata Nutt.
- Rhus typhina - sumac de Virgínia
- Rhus virens
- Rhus vernix (syn. Toxicodendron vernix) - sumac verinòs